# Astros València
L'Astros València és un club de beisbol de la Ciutat de València. Va ser fundat per Juan García Puig en 2001, juga a l'Estadi Municipal de Beisbol i Softbol dels Jardins del Llit del Riu Túria i milita en la Lliga espanyola de beisbol.
L'equip va debutar en 2011 a la segona divisió, que guanyaren aquell mateix any, ascendint a primera divisió, on militaren durant quatre temporades fins a ascendir a la divisió d'honor. Després de diverses temporades fent d'equip ascensor, l'equip es va consolidar a la màxima categoria fins a arribar a la dècada de 2010, on ja va ser considerat un dels millors equips del campionat, quedant segon i tercer classificat en 2012 i 2014.
L'Astros juga a la lliga valenciana de beisbol, que es juga abans que comence la lliga espanyola, en març. Per a la lliga espanyola compta amb reforços estatunidencs i canadencs. Al seu equip hi ha jugadors internacionals per Espanya com el veneçolà nacionalitzat Louwin Sacramento, exjugador del Leones de Caracas.